# Сент Џон (Северна Дакота)
Сент Џон (енгл. St. John) град је у америчкој савезној држави Северна Дакота.

## Демографија
По попису из 2010. године број становника је 341, што је 17 (-4,7%) становника мање него 2000. године.
| Група             | 2000.       | 2010.      |
| Белци             | 134 (37,4%) | 77 (22,6%) |
| Афроамериканци    | 0 (0,0%)    | 1 (0,3%)   |
| Азијати           | 0 (0,0%)    | 4 (1,2%)   |
| Хиспаноамериканци | 3 (0,8%)    | 3 (0,9%)   |
| Укупно            | 358         | 341        |